# April Matson
Pour les articles homonymes, voir Matson.
April Matson, née le 13 mars 1981 à Lake Elsinore, est une actrice américaine.

## Biographie
April s'intéresse au cinéma à la suite d'une représentation de West Side Story dans son école. Après avoir participé à quelques productions de théâtre, elle fut acceptée  à l'American Academy of Dramatic Arts. Elle est surtout connue pour son rôle de Lori Trager dans Kyle XY.
Parallèlement au cinéma, elle fait aussi de la chanson. On peut notamment entendre quelques-uns de ses titres dans Kyle XY comme  Will You Remember Me dans la première saison et Right In Front Of Me dans le dernier épisode de la saison 2. Son premier album  Pieces Of My Heart, composé de 5 titres, est disponible sur les plateformes de téléchargement légal.

## Filmographie
- 2004-2005 : Les Quintuplés : Penny Chase
- 2005 : Forsaken : Judith
- 2006 : God's Little Monster : Goth
- 2006 - 2009 : Kyle XY : Lori Trager
- 2007 : NCIS : Enquêtes spéciales (Saison 4 épisode 9)
- 2008 : Black Russian : Sunny
- 2010 : Psych : enquêteur malgré lui  : Carol (saison 5 épisode 11)
- 2011 : Vile de Taylor Sheridan : Tayler
- 2018 : Christmas made to order : Kirsten